# José Cesário de Miranda Ribeiro
José Cesário de Miranda Ribeiro (Ouro Preto, 1 de julio de 1792 - 7 de mayo de 1856) fue un magistrado y político brasileño. Fue diputado general, presidente de las provincias de São Paulo y Minas Gerais así como ministro del Supremo Tribunal de Justicia y senador del Imperio del Brasil entre 1844 y su muerte en 1856.